# مقاومة في جبل موسى
جبل موسى هو الموقع الذي تمركزت فيه مقاومة الأرمن أثناء حملة الإبادة الجماعية للأرمن. كان المقيمون في تلك المنطقة قد تلقوا أمرًا رسميًا من الحكومة التركية بالتهجير القسري العنيف من ست قرى أرمنية هي: قرية كبوسية وقرية يوغنولوك وقرية بتياس وقرية وقف، وقرية خضر بك وقرية حاجي حببلي. وكان هذا جزءًا من عملية أوسع قام بها العثمانيون منذ 1915 - وهي حملة الإبادة العرقية للأرمن. عندما اقتربت القوات التركية العثمانية من المدينة، لجأ أهل المدينة، لعلمهم بالخطر الوشيك، إلى جبل موسى وتمكنوا من إحباط الاعتداءات المتكررة لمدة ثلاثة وخمسين يومًا. تمكنت سفن الحلفاء في البحر المتوسط, لا سيما فرنسا، من رصد الناجين كما قيل للقائد فيرفل في الوقت الذي بدأت فيه ذخيرتهم وإمداداتهم الغذائية في النفاد. وقامت السفن الحربية بنقلهم إلى مكان آمن في مدينة بورسعيد بمصر. ساعدت السفن البريطانية والفرنسية في أجلاء 4200 شخص من الرجال والنساء والأطفال بنجاح من جبل موسى.

## معلومات تاريخية

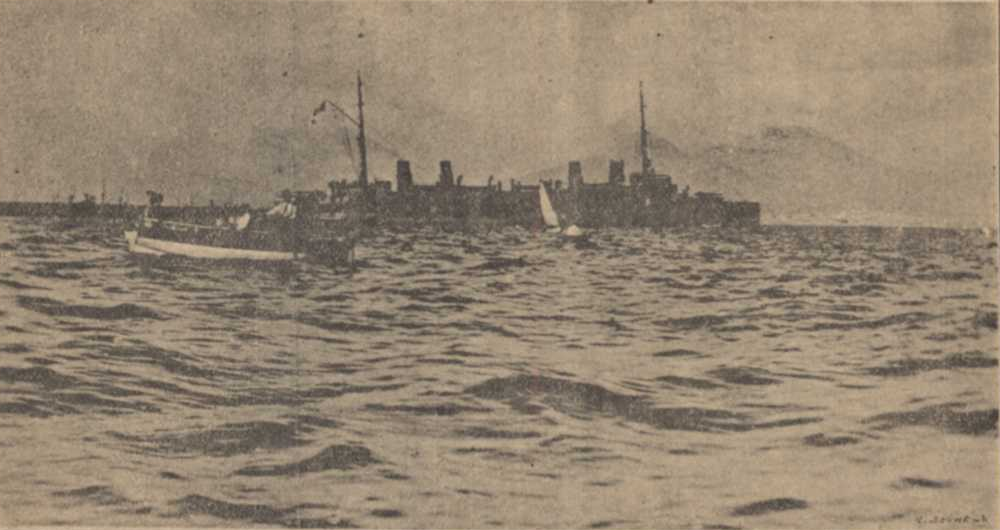
شاركت السفينة الحربية الفرنسية جيشن, التي تظهر في الصورة، مع عدد من الطرادات في إنقاذ نحو 4000 من الأرمن كانوا قد لجؤوا إلى جبل موسى.

شارك نحو 250 شخصًا في الدفاع وقتال الجيوش التركية في يونيو من عام 1915. وكان الأرمن قد رفضوا التهجير ولجؤوا إلى جبل موسى، أعلى جبال المنطقة، ودافعوا عن أنفسهم من شهر يوليو إلى شهر سبتمبر من العام 1915 إلى أن تمكنت السفن الفرنسية من إنقاذهم. وفي عام 1918, عندما خضعت محافظة سنجق إسكندرونة إلى سيطرة الفرنسيين عاد أهل القرى الأرمنية الست إلى مواطنهم. في التاسع والعشرين من يونيو عام 1939, عقب المعاهدة التي وُقعت بين فرنسا وتركيا, تمت إعادة المحافظة إلى تركيا. بعد ذلك هاجر الأرمن من أهالي القرى الست من هاتاي، بينما اختار بعض من أهالي قرية وقف البقاء في القرية. تعد قرية وقف هي القرية الوحيدة المتبقية في تركيا ذات أصول أرمنية, ويبلغ تعداد سكانها فقط 140 شخصًا أرمنيًا تركيًا. أما الذين غادروا هاتاي في عام 1939 فقد هاجروا إلى لبنان حيث قاموا بإنشاء مدينة عنجر. وحاليًا، تنقسم مدينة عنجر إلى ست ضواحي، كل ضاحية منها تُمثل واحدة من قرى جبل موسى.
عندما جاءت الفرق الفرنسية لإنقاذ الناجين، نُقل عن رئيس الكهنة أنه قال: «يحدث الشر فقط... ليُرينا الله خيره.»

## الأيام الأربعون لجبل موسى
ألهمت هذه الأحداث التاريخية فيما بعد فرانز فيرفل لكتابة روايته الأيام الأربعون لجبل موسى (The Forty Days of Musa Dagh) (عام 1933), وهي رواية خيالية تستند إلى الأبحاث المفصلة التي استقاها فيرفل من مصادر تاريخية. ثم صدر فيلم يحمل نفس الاسم في 1982.
ذكر فيرفل للصحفيين قائلاً: «جذبني نضال 5000 شخص من الأرمن في جبل موسى بشدة حتى تمنيت مساعدتهم ولو بالكتابة عنهم لتصل قصتهم إلى العالم».

## وصلات خارجية
- Official Website
- Home of All Musa Daghians & Anjarians
- Armenian National Institute entry on Musa Dagh